# Fernando Manuel de Mejía
Fernando Manuel de Mejía fue un noble, jurista y religioso español que alcanzó las dignidades eclesiásticas de obispo de Zamora y arzobispo de Burgos.

## Biografía
Fue hijo de Luis Manuel de León, apodado el Ciego, caballero de la Orden de Alcántara, Veinticuatro y procurador en Cortes por Córdoba, miembro del Consejo y Contaduría Mayor de Hacienda, y de Paula Messía de Guzmán. Por tanto, fue hermano de Francisco Manuel y Ruiz de León, I conde de Santa Cruz de los Manueles.
Realizó sus estudios en la Universidad de Salamanca, siendo colegial en el Mayor de Cuenca, y posteriormente oidor de la Real Audiencia y Chancillería de Valladolid y del Tribunal de la Sacra Rota. Finalmente fue elegido obispo de Zamora (1693-1703) y arzobispo de Burgos (1703-1704).
| Predecesor: Antonio de Vergara                 | Obispo de Zamora 1693–1703    | Sucesor: Francisco Zapata Vera y Morales |
| Predecesor: Francisco de Borja y Ponce de León | Arzobispo de Burgos 1703–1704 | Sucesor: Manuel Francisco Navarrete      |